# Mary Anderson (uitvindster)
Mary Elizabeth Anderson (Burton Hill Plantation in Greene County, 19 februari 1866 – Monteagle, 27 juni 1953) was een Amerikaanse (vastgoed)manager en uitvindster. In 1903 ontving ze een patent voor de ruitenwisser.

## Vroege leven
Anderson was de dochter van John en Rebecca Anderson. John overleed vier jaar na haar geboorte, maar liet Rebecca en haar twee dochters, Mary en Fannie, een grote som geld na. Rebecca zou een appartementencomplex bouwen in het Amerikaanse Birmingham en ging hier met haar dochters wonen.
In 1893 vertrok Anderson om een wijngaard en ranch te bestieren. Dit deed ze vijf jaar lang, waarna ze terugkeerde naar Birmingham om te zorgen voor haar tante, die net als haar vader, een aanzienlijke hoeveelheid geld de familie in bracht.

## Uitvinding
In de winter van 1902/1903 was Anderson in New York, waar ze zag dat de trambestuurder de helft van de tijd met open raam reed, ondanks de vrieskou. Hij moest zijn ruit ijsvrij houden en probeerde dit te doen door met zijn hand buitenlangs langs de ruit te wrijven. Als dat onvoldoende was, hield hij het raam open om toch redelijk zicht te behouden. Dit was aanleiding voor Anderson om een ruitenwisser te bedenken die nog met de hand bewogen moest worden. Door een gewichtje aan de andere kant van de wisser bleef deze op de ruit liggen en een rubbertje op de wisser zorgde ervoor dat sneeuw en regen snel weggeveegd konden worden. In 1903 vroeg Anderson een patent aan, wat ze voor 17 jaar toegewezen kreeg.

### De ruitenwisser slaat niet aan
Anderson probeerde direct al haar uitvinding aan een Canadees bedrijf, Dinning and Eckenstein, te verkopen, maar dit bedrijf wees de uitvinding af. Zij zagen er op dat moment te weinig commerciële waarde in. Niet zo gek, omdat auto's nog niet echt gepopulariseerd waren; de Ford Model T die als een van de eerste modellen in massa geproduceerd zou worden, zou pas in 1908 op de markt komen. Ook waren de auto's zo traag dat het helemaal niet noodzakelijk was dat ze een voorruit hadden én waren niet alle auto's compleet afgesloten, wat ook niet uitnodigde tot rijden in de regen. Naast al deze auto-technische redenen, schat haar achterachternicht in dat Andersons vrijgevochten houding als vrouw zonder ondersteuning van mannelijke familieleden, wellicht ook niet hielp bij de acceptatie van haar uitvinding.

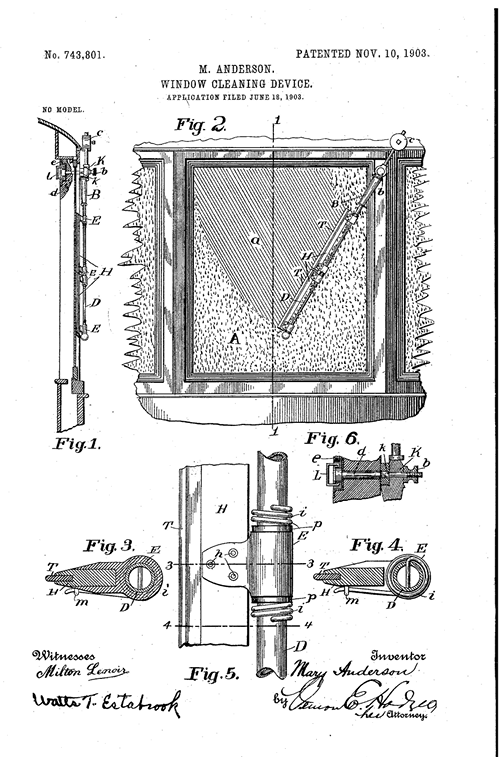
Het patent uit 1903

### Acceptatie van de ruitenwisser
In 1920 verliep het patent dat Anderson was toegekend. Ze had het aan geen enkel groot bedrijf kunnen slijten. Twee jaar later zou autofabrikant Cadillac het standaard aan de door het merk geproduceerde auto's toevoegen. Deze ruitenwissers vielen echter onder een ander patent, namelijk dat van door vacuüm aangedreven ruitenwissers. Anderson verdiende hier dan ook niets aan, ook daar haar patent reeds vervallen was.

## Latere leven
In de jaren 1920 was Andersons rijke tante overleden, net als haar zwager. Haar moeder, zus en zij konden zich desondanks door de nalatenschap van de tante goed bedruipen. Ook bleef het appartementencomplex dat Rebecca eind 19e eeuw had laten bouwen tot de dood van Mary in de familie; in 1953 overleed Mary in haar vakantiehuis en tot dat jaar had zij het complex geleid. Haar lichaam werd teruggebracht naar Birmingham en daar op een lokale begraafplaats begraven.
- Gemeinsame Normdatei: 1111006954
- International Standard Name Identifier: 0000 0003 9984 3907
- Library of Congress Control Number: n2013003456
- Virtual International Authority File: 294944677
- WorldCat: E39PBJkp4gqrBQQ4CfbCvTHHmd